# 301-й истребительный авиационный полк
301-й истребительный авиационный полк (301-й иап) — воинская часть Военно-воздушных сил (ВВС) Вооружённых Сил СССР, принимавшая участие в боевых действиях Великой Отечественной войны и Советско-японской войне, вошедшая в состав войск ПВО России.

## Наименования полка
За весь период своего существования полк несколько раз менял своё наименование:
- 301-й истребительный авиационный полк;
- 301-й истребительный авиационный полк ПВО;
- 301-й истребительный авиационный полк;
- 301-й истребительный авиационный полк ПВО;
- Войсковая часть 65383.

## Создание полка
301-й истребительный авиационный полк начал формироваться в декабре 1940 года в ВВС 2-й Краснознамённой армии Дальневосточного фронта по штату 15/21 (3 эскадрильи на И-16 и 1 аэ на И-15бис) на аэродроме Жигарева (Бирофельд Южный) на самолётах И-15бис и И-16, со включением в состав вновь формируемой 69-й смешанной авиационной дивизии ВВС 15-й армии ДВФ
| И-15 бис | И-153 | И-16 |

## Переформирование и расформирование полка
- 301-й истребительный авиационный полк в 1957 году был передан в состав войск ПВО страны и получил наименование 301-й истребительный авиационный полк ПВО;
- 301-й истребительный авиационный полк ПВО в мае 1980 года был передан вместе с другими полками из 8-го корпуса ПВО в состав 1-й воздушной армии и вошли во вновь созданную 28-ю истребительную авиационную дивизию. Получил наименование 301-й истребительный авиационный полк;
- В апреле 1987 года в соответствии с директивой Начальника Генерального штаба ВС СССР 301-й иап выведен из подчинения 28-й иад ВВС ДВО и передан в состав 8-го корпуса ПВО 11-й отдельной армии ПВО;
- 301-й истребительный авиационный полк ПВО 1 сентября 1994 года в ходе сокращения Вооружённых сил был расформирован на аэродроме 10-й участок в составе 8-го Краснознамённого корпуса ПВО 11-й отдельной армии ПВО.

## В действующей армии
В составе действующей армии:

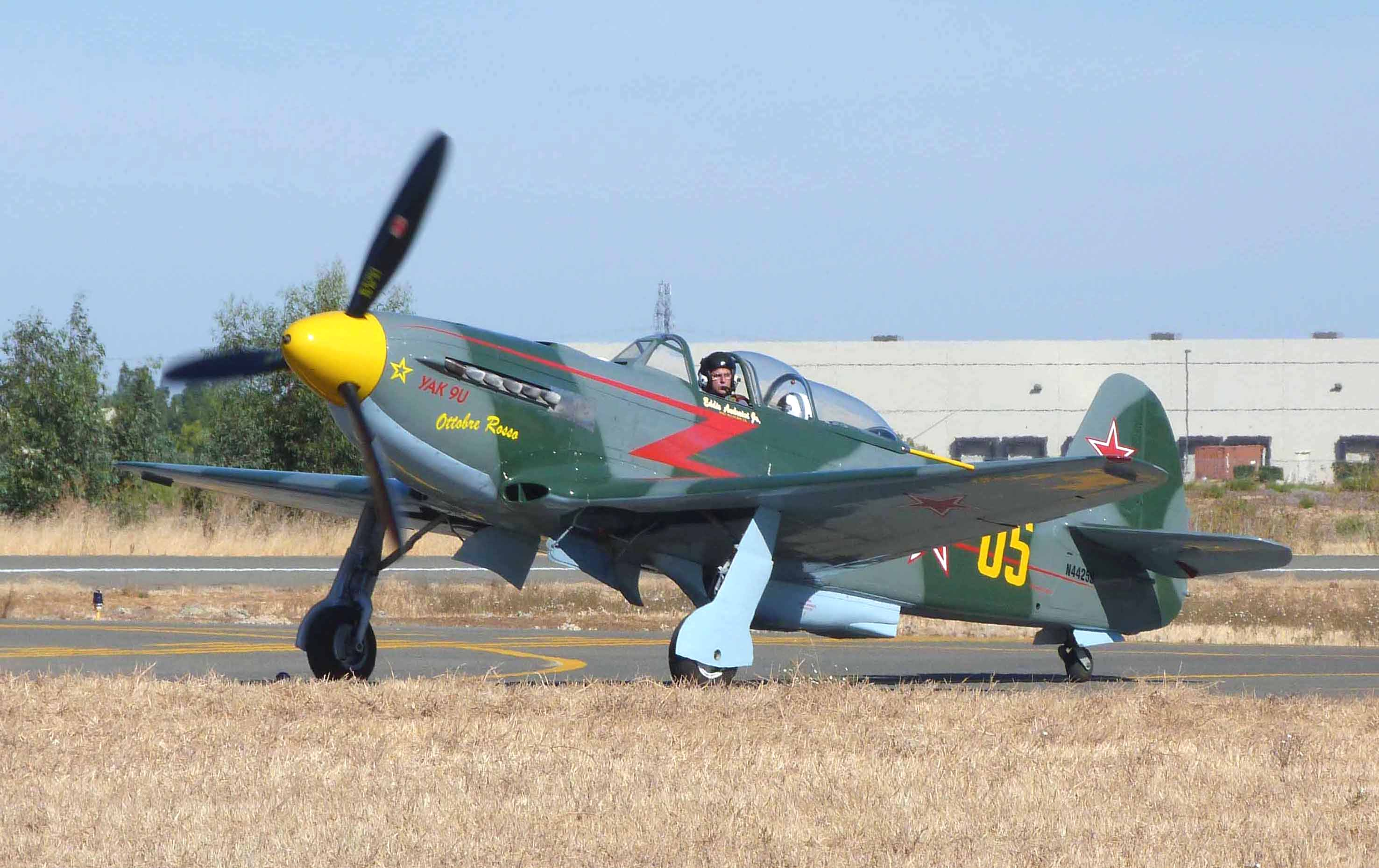
Як-9

- с 9 августа 1945 года по 3 сентября 1945 года.

За период боевых действий было произведено 65 боевых вылетов.

## Командиры полка
- подполковник Ковалёв, Тарас Евдокимович 02.1940 — 02.1941[3]
- майор Силаев Николай Андреевич 1941 — 07.1942
- майор Папков Владимир Васильевич 07.1042 — 12.1942
- старший лейтенант, капитан, майор Беляев Н. М.[4], 01.01.1944 — 10.08.1945;
- майор Тупицын Георгий Фёдорович[4],11.08.1945 — 1945
- полковник Ярошенко, 1986—1987

## В составе соединений и объединений
| Период        | Фронт (округ)                       | армия (корпус)           | дивизия                                      | примечание |
| ------------- | ----------------------------------- | ------------------------ | -------------------------------------------- | --- |
| 25.11.1940 г. | Дальневосточный фронт               | ВВС 15-й армии           | 69-я смешанная авиационная дивизия           | Бирофельд, Еврейская автономная область, И-16, И-15бис                                                                   |
| 29.08.1941 г. | Дальневосточный фронт               | ВВС 15-й армии           | 69-я смешанная авиационная дивизия           | Переформирован по штату 015/134                                                                                          |
| 07.09.1941 г. | Дальневосточный фронт               | ВВС 15-й армии           | 97-я смешанная авиационная дивизия           | И-16, И-15бис |
| 18.03.1942 г. | Дальневосточный фронт               | ВВС 15-й армии           |                                              | Перешёл в непосредственное подчинение штаба ВВС 15-й армии                                                               |
| 28.07.1942 г. | Дальневосточный фронт               | ВВС фронта               | 254-я истребительная авиационная дивизия     | И-16, И-15бис |
| 15.08.1942 г. | Дальневосточный фронт               | 10-я воздушная армия     | 254-я истребительная авиационная дивизия     | И-16, И-15бис |
| 30.11.1942 г. | Дальневосточный фронт               | 10-я воздушная армия     | 254-я истребительная авиационная дивизия     | 30.11.1942 26 человек летного состава во главе с командиром полка убыли на фронт (вошли в 402-й иап 265-й иад 3-го иак). |
| 01.12.1942 г. | Дальневосточный фронт               | 10-я воздушная армия     | 254-я истребительная авиационная дивизия     | Переформирован по штату 015/284                                                                                          |
| 19.12.1944 г. | Дальневосточный фронт               | 10-я воздушная армия     | 254-я истребительная авиационная дивизия     | Перевооружён на истребители Як-9                                                                                         |
| 25.04.1945 г. | Дальневосточный фронт               | 10-я воздушная армия     | 254-я истребительная авиационная дивизия     | Переформирован по штату 015/364, Як-9                                                                                    |
| 05.08.1945 г. | 2-й Дальневосточный фронт           | 10-я воздушная армия     | 254-я истребительная авиационная дивизия     | Як-9 |
| 09.08.1945 г. | 2-й Дальневосточный фронт           | 10-я воздушная армия     | 254-я истребительная авиационная дивизия     | вступил в боевые действия на Як-9                                                                                        |
| 03.09.1945 г. | 2-й Дальневосточный фронт           | 10-я воздушная армия     | 254-я истребительная авиационная дивизия     | окончил боевые действия на Як-9                                                                                          |
| 29.09.1945 г. | Забайкальско-Амурский военный округ | 12-я воздушная армия     | 254-я истребительная авиационная дивизия     | Гаровка, Як-9Д |
| 20.02.1949 г. | Забайкальский военный округ         | 54-я воздушная армия     | 254-я истребительная авиационная дивизия     | Bell P-63 Kingkobra |
| 01.01.1957 г. | Дальневосточная армия ПВО           |                          | 254-я истребительная авиационная дивизия ПВО | МиГ-17 |
| 24.03.1960 г. | ПВО страны                          | 11-я отдельная армия ПВО | Амурская дивизия ПВО                         | МиГ-17 |
| 01.04.1960 г. | ПВО страны                          | 11-я отдельная армия ПВО | 8-й корпус ПВО                               | МиГ-17 |
| 01.02.1962 г. | ПВО страны                          | 11-я отдельная армия ПВО | 8-й корпус ПВО                               | Су-9 |
| 01.01.1976 г. | ПВО страны                          | 11-я отдельная армия ПВО | 8-й корпус ПВО                               | МиГ-23 М |
| 01.04.1980 г. | Дальневосточный военный округ       | 1-я воздушная армия      | 28-я истребительная авиационная дивизия      | МиГ-23 М |
| 01.05.1986 г. | ПВО страны                          | 11-я отдельная армия ПВО | 8-й корпус ПВО                               | МиГ-23 М |
| 01.09.1989 г. | ПВО страны                          | 11-я отдельная армия ПВО | 8-й корпус ПВО                               | МиГ-23 МЛД |

| МиГ-17 | МиГ-15 | МиГ-17 |

## Участие в операциях и битвах
- Советско-японская война:
  - Сунгарийская наступательная операция — с 9 августа 1945 года по 2 сентября 1945 года.
  - Маньчжурская операция — с 9 августа 1945 года по 2 сентября 1945 года.
  - Южно-Сахалинская операция — с 11 августа 1945 года по 25 августа 1945 года.
  - Курильская десантная операция — с 18 августа 1945 года по 1 сентября 1945 года.

## Благодарности Верховного Главнокомандующего
За проявленные образцы мужества и героизма Верховным Главнокомандующим лётчикам полка в составе 254-й иад объявлены благодарности:
- За отличные боевые действия в боях с японцами на Дальнем Востоке[5]

## Итоги боевой деятельности полка
Всего за годы Советско-японской войны полком:
| Выполнено боевых вылетов | Сбито самолётов в воздухе/Уничтожено самолётов всего    |
| ------------------------ | ------------------------------------------------------- |
| 62                       | Встреч с самолётами противника и воздушных боев не было |

Свои потери:
| Потеряно самолётов, всего | Погибло лётчиков всего |
| ------------------------- | ---------------------- |
| 1                         | боевых потерь нет      |

## Самолёты на вооружении
| Период      | Самолёты       |
| ----------- | -------------- |
| 1940 — 1943 | И-15бис        |
| 1940 — 1944 | И-16           |
| 1944 — 1946 | Як-9           |
| 1946 — 1948 | Як-9У          |
| 1948        | Як-11          |
| 1949 — 1953 | P-63 Kingcobra |
| 1953 — 1955 | МиГ-15         |
| 1953 — 1962 | МиГ-17         |
| 1962 — 1976 | Су-9           |
| 1976 — 1994 | МиГ-23М, МЛД   |

## Базирование
| Период                  | Аэродром                                           |
| ----------------------- | -------------------------------------------------- |
| 01.12.1940 — 01.07.1941 | Жигарева (Бирофельд), Еврейская автономная область |
| 01.07.1941 — 05.08.1945 | Бабстово, Еврейская автономная область             |
| 11.1945 — 07.1946       | Гаровка, Хабаровский край                          |
| 07.1946 — 06.1948       | Куйбышев-Восточный, Хабаровский край               |
| 06.1948 — 1994          | 10-й Участок (Калинка), Хабаровский край           |